# Spirometer

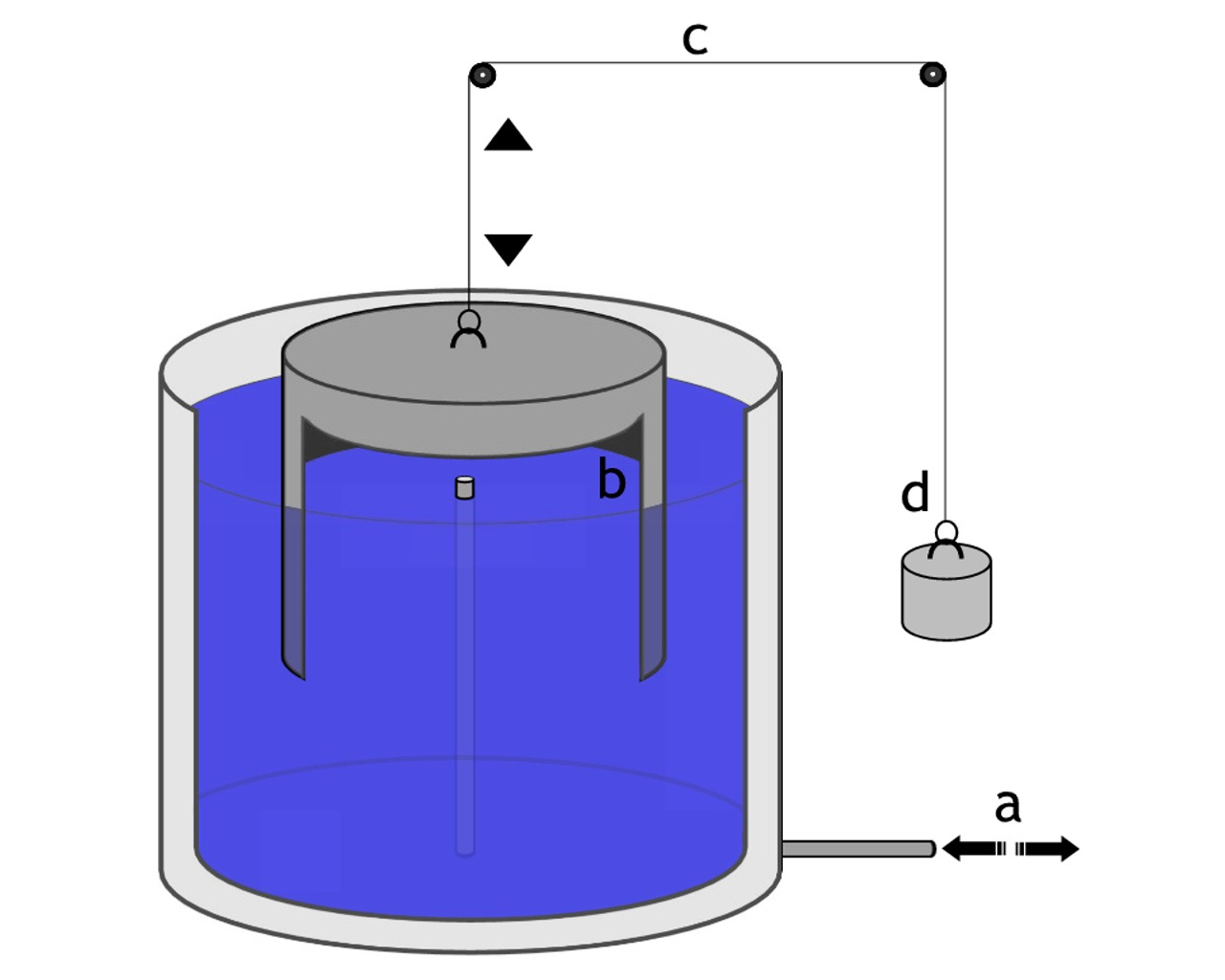
Funktionelles Grundprinzip eines Spirometers

Darstellung Spirometer

Ein Spirometer ist ein medizinisches Gerät zur Bestimmung von Atemvolumina, wie die Vitalkapazität, das Atemzugvolumen und exspiratorisches bzw. inspiratorisches Reservevolumen. Es dient der Diagnostik von Lungenfunktionsstörungen, wie sie z. B. bei Asthma oder Bronchitis auftreten. Moderne Spirometer erfassen neben den genannten Volumina auch den Atemstrom bzw. Atemfluss, also die zeitliche Änderung des Atemvolumens während der Atmung. Die Spirometrie ist die am häufigsten durchgeführte Untersuchung in der Pneumologie.

## Geschichte
Bei den ersten Spirometern wurde eine gasgefüllte Glocke auf einem mit Flüssigkeit gefüllten und abgedichteten Kolben platziert. Der Patient atmete durch ein Rohr die Luft aus der Glocke ein und aus, wodurch sich das Gasvolumen innerhalb der Glocke änderte und diese durch die Druckunterschiede bei Ausatmen auf (siehe Abb. roter Pfeil) und beim Einatmen abwärts bewegt wurde (grüner Pfeil). Diese Bewegungen ließen sich mit einer geeigneten Aufzeichnungsvorrichtung wie etwa einem Kymographen als Verlaufskurve grafisch dokumentieren. Durch eine Kalibrierung, wie zum Beispiel der Verwendung von genau einem Liter Luft in der Glocke, ließen sich die Lungenvolumina und deren zeitlicher Verlauf berechnen.
Durch die Bindung an Kalk konnte die einströmende Atemluft vom Kohlendioxid befreit werden, wodurch das Gasvolumen der Glocke proportional zum verbrauchten Sauerstoff des Versuchsteilnehmers reduziert wird. Diese Änderung ließ sich anschließend über die indirekte Kalorimetrie in die vom Organismus umgesetzte Energie umrechnen.

## Aktuelle Spirometer

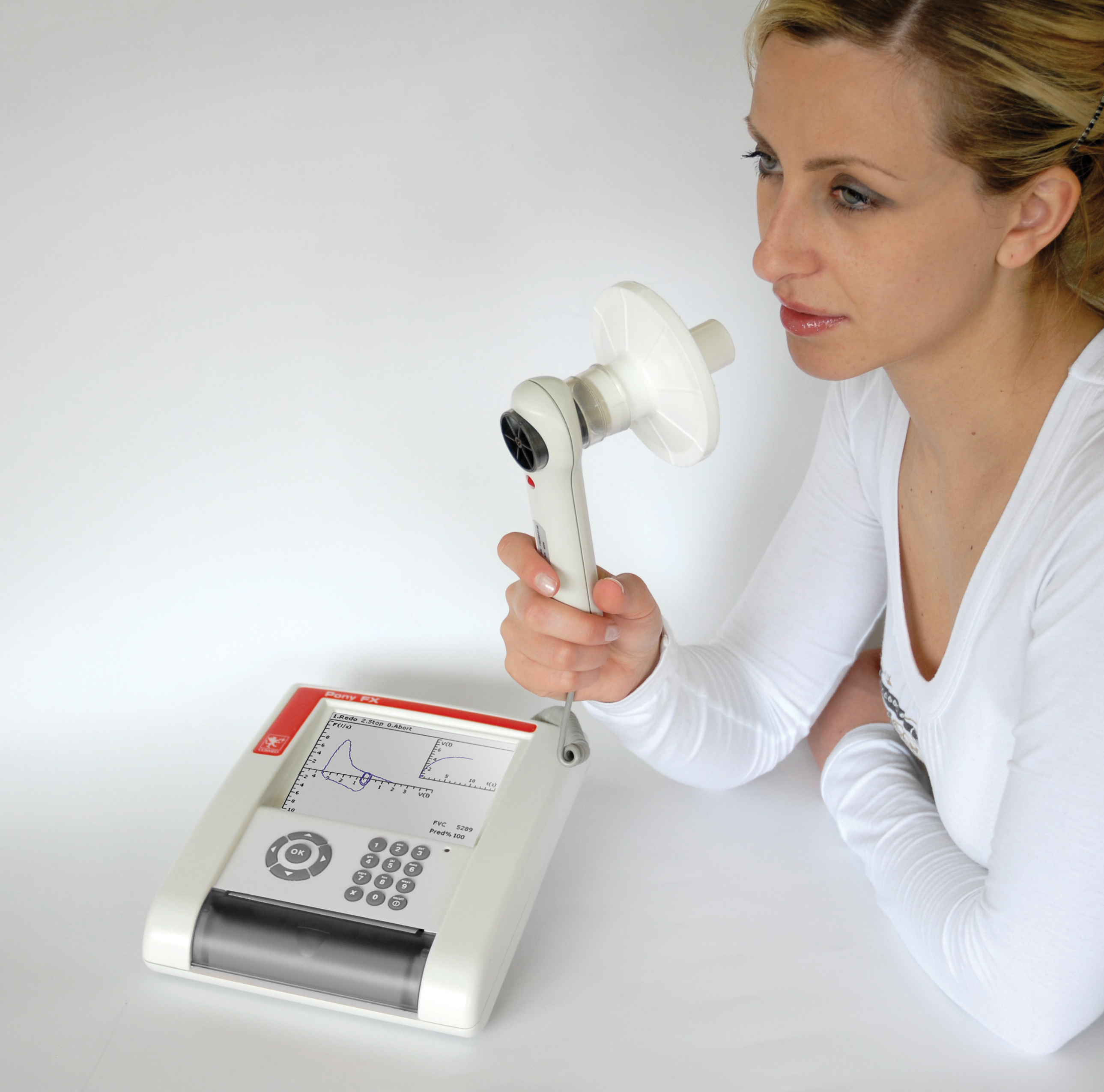
Ein tragbares Spirometer mit Pneumotachograph

Heutzutage wird das Volumen nur noch indirekt gemessen. Moderne Spirometer erfassen primär den Atemstrom bzw. Atemfluss (l/s), also die zeitlich Änderung des Atemvolumens während der Atmung. Durch die fortlaufende Integrierung der Atemströme bzw. -flüsse, wird das Atemvolumen zu jedem Zeitpunkt des Atemvorgangs registriert. Daraus erhält man analog dem Glockenspirometer eine Atemkurve. Die Erfassung des Atemstromes bzw. Atemflusses bietet zudem den Vorteil, mittels forcierter Spirometrie, weitere Parameter zur Abschätzung der Lungenfunktion zu bestimmen. Dazu zählen die Einsekundenkapazität bzw. relative Einsekundenkapazität und Atemströme aus der Fluss-Volumen-Kurve.
Die am weitesten verbreiteten Pneumotachographen arbeiten nach dem Prinzip des Differenzdruck-Flussmeter. Andere gängige Geräte sind die Ultraschall-Durchflussmesser und die Turbinenrad-Durchflussmesser. 
- Ein Differenzdruck-Flussmeter bestimmt die Flussgeschwindigkeit über Druckunterschiede im Atemrohr bei der Durchströmung von Lamellen. Er ist anfangs sehr genau, verliert aufgrund von Verschmutzung der Lamellen durch die Feuchtigkeit der Atemluft allerdings an Präzision. Auf eine regelmäßige Säuberung bzw. Austausch der Lamellen muss geachtet werden.[1]
- Der Turbinen-Flussmeter ist ein Propeller bzw. eine Turbine, die in den Flusssensor integriert ist. Bedingt durch den Atemstrom, dreht sich dieser Propeller in die eine oder andere Richtung und bricht oder reflektiert Lichtstrahlen, die den Sensor durchziehen. Aus der Häufigkeit und der Anzahl der Lichtimpulse, die von Photodioden registriert werden, wird auf die Flussgeschwindigkeit und das Luftvolumen geschlossen. Ein Nachteil ist die Trägheit der Turbine, sodass eine gewisse Verzögerung der Registrierung inhärent ist.
- Bei der Verwendung von Ultraschall-Flussmetern wird der Laufzeitunterschied zweier Ultraschallstrecken ausgewertet, wobei eine mit und eine gegen den Luftstrom gerichtet ist. Diese Methode ist am genauesten und erfordert keine Kalibrierung des Geräts, da alle Einflussfaktoren für beide Messstrecken gleich sind und sich so bei der Messung aufheben. Die Beschaffung der Technik ist aber in der Regel teurer als bei den anderen beschriebenen Methoden.[2]